# Hylophorbus nigrinus
Hylophorbus nigrinus es una  especie de anfibio anuro de la familia Microhylidae.

## Distribución geográfica
Es endémica de Yapen, Nueva Guinea Occidental (Indonesia).

## Estado de conservación
Se encuentra amenazada de extinción por la pérdida de su hábitat natural.